# Museo del Ferrocarril de Matamoros
El Museo del Ferrocarril de Matamoros es un museo y y antigua estación ferroviaria situada en Matamoros, Tamaulipas, México. Está dedicado a estudiar, conservar y difundir el legado ferroviario a partir de reseñas históricas del ferrocarril, desde sus inicios en 2017.

## Historia
El museo narra la historia de lo que fue la estación de Heroica Matamoros a principios del siglo XX. Está ubicado en el centro histórico de la ciudad, utilizando las antiguas instalaciones de la estación Matamoros y fue inaugurado el 16 de noviembre de 2017.
Se divide en varias áreas: diseño de diagramas, diseño de piezas o refacciones, área de taller o mantenimiento, de control operativo de las vías y de comercio de cruce fronterizo.
Al ingresar a los patios de la antigua estación del ferrocarril la máquina 1200 adorna el lugar. Pesa 176 toneladas. Se puede ingresar tanto a este vehículo como a un furgón de 40 toneladas.